# Марьинка (село, Ступинский район)
Марьинка — село в Ступинском городском округе Московской области в составе Аксиньинского сельского поселения (до 2006 года — Большеалексеевский сельский округ).

## География
Марьинка расположена на севере района, на безымянном ручье — левом притоке реки Северка, высота центра села над уровнем моря — 146 м. Ближайшие населённые пункты: прилегающая на западе, через ручей, деревня Полупирогово и, около 1,5 км на юго-восток — Акатово.

## Население
| 2002 | 2006 | 2010 |
| ---- | ---- | ---- |
| 18   | ↗26  | ↘9   |

## Инфраструктура
Марьинка на 2015 год — фактически крупный дачный посёлок: при 9 жителях в селе 39 улиц и 3 СНТ.

## Достопримечательности
В селе находилась усадьба Бутурлиных XVIII—XIX веков Марьинка, от которой сохранился конный двор со службами, в «баженовском стиле», и полуразрушенная Воздвиженская церковь 1748 года постройки. По состоянию на 2020 год церковь полностью восстановлена и отреставрирована.